# Vultum Dei quaerere

Wappen Papst Franziskus’

Vultum Dei quaerere („Das Antlitz Gottes suchen“) ist eine Apostolische Konstitution über das kontemplative Leben in Frauenorden. Die Konstitution wurde am 29. Juni 2016 von Papst Franziskus erlassen.

## Inhalt
Die inhaltlich ausführenden und vertiefenden Kapitel der apostolischen Konstitution untergliedern sich in
1. Würdigung, Lob und Dank für das geweihte Leben und das kontemplative monastische Leben
2. Begleitung und Leitung durch die Kirche
3. Wesentliche Elemente des kontemplativen Lebens
4. Themen, die der Unterscheidung und einer Überarbeitung der Normen bedürfen
5. Das Zeugnis der Nonnen

Eingangs erläutert der Papst noch einmal Sinn und Ausrichtung des kontemplativen Lebens der gottgeweihten Personen, beginnend von der Suche nach Gott und dem Zeugnis der Jünger bei der Verklärung Christi, „Herr, es ist gut, dass wir hier sind“. Er schlägt diesen Bogen bis hin zum Leben der geweihten Jungfrauen und zum kontemplativen monastischen Leben, dessen historische Entwicklung er in Bezug auf die geweihten Jungfrauen und die Frauenorden in den Nummern 5 und 6 eingehend darlegt und würdigt. Dabei vergleicht er die kontemplativen Ordensfrauen mit einem Leuchtfeuer, ohne das diejenigen auf offener See verloren wären.
Die Nummern 7 und 8 enthalten Ausführungen zur Ekklesiologie und zur geistlichen Leitung der Nonnen, wobei der Papst sich Werke seiner Vorgänger, wie etwa Vita consecrata und Perfectae caritatis wie auch auf die dogmatische Konstitution über die Kirche, Lumen gentium, stützt und zusätzlich auf einige Dokumente der Kongregation für die Institute geweihten Lebens und für die Gesellschaften apostolischen Lebens verweist, die in den Jahren 1992 bis 2002 herausgegeben wurden. Von dort ausgehend erläutert Papst Franziskus, weshalb es ihm angeraten erschien, eine neue apostolische Konstitution herauszugeben, die „sowohl den intensiven und fruchtbaren Weg, den die Kirche selbst in den letzten Jahrzehnten im Licht der Lehren des Zweiten Vatikanischen Konzils zurückgelegt hat, als auch die veränderten sozio-kulturellen Bedingungen“ berücksichtige.
Nach einer Zusammenschau in Bezug auf die wesentlichen Elemente des kontemplativen Lebens, ausgehend von Christus selbst und der Gottesmutter unter dem Kreuz führt die Konstitution ab Nummer 12 die Einladung zu einer „Erwägung und Klärung“ bestimmter Punkte, die sowohl das geweihte Leben im Allgemeinen als auch das monastische Leben im Besonderen betreffen. Zu diesen Punkten zählt der Papst: die Ausbildung, das Gebet, das Wort Gottes, die Sakramente der Eucharistie und der Versöhnung, das schwesterliche Leben in Gemeinschaft, Selbständigkeit, Föderationen, die Bedeutung und Gestaltung der Klausur, die tägliche Arbeit, das Schweigen im Leben der Gemeinschaft, die Nutzung von Kommunikationsmitteln und gegebenenfalls auch sozialen Medien und die Askese.
Dediziert geht der Papst auf die Frage der Gewinnung von Ordensanwärterinnen und die Ausbildung im Noviziat ein. Den Klöstern komme die ernste Aufgabe zu, bei Kandidatinnen zwischen Berufung und Spiritualität zu unterscheiden, was einen erheblichen Zeitraum in Anspruch nehme.
In Nr. 31 legt der Papst die Art und Gestaltung des Lebens in der Klausur dar, von der er vier Grundformen ausführt: die päpstliche, die konstitutionsgemäße und die monastische Klausur – die äußere Aufgaben ausschließt –, dazu die allen Ordeninstituten eigene Klausur. Dabei seien innerhalb derselben Orden die Art und Weise, wie die Klausur beobachtet werde, als Reichtum, nicht etwa als Hindernis der Gemeinschaft der Schwestern zu sehen.
In diesem Zusammenhang geht der Papst auch auf die Nutzung sozialer Medien ein. Wiewohl die Digitalisierung den Umgang der Menschen miteinander verändert habe, sei es nötig, klug zu unterscheiden, ob die Nutzung solcher Mittel dem kontemplativen Leben und den notwendigen Verbindungen diene. Sie dürften nicht „zur Zerstreuung und zur Flucht aus dem schwesterlichen Leben in Gemeinschaft Anlass geben“, sie dürften weder der Berufung schaden, noch für das kontemplative Leben ein Hindernis darstellen.
Ein weiterer Abschnitt, der mit Nr. 36 beginnt, befasst sich mit dem Zeugnis der Nonnen in Kirche und Welt. Abschließend werden in der Konstitution Verfügungen kirchenrechtlicher Art getroffen.

## AusführungsbestimmungenCor orans
Am 15. Mai 2018 erließ die römische Kongregation für die Institute geweihten Lebens und für die Gesellschaften apostolischen Lebens unter dem Titel Cor orans die Ausführungsbestimmungen zur apostolischen Konstitution.